# 润溪湖
润溪湖是一个位于中国江西省余干、进贤县的湖泊，面积约为6平方千米，平均水深约为3米。